# Dieta paleolítica
|  | Aquest article tracta sobre una aproximació a una dieta moderna. Si cerqueu si busqueu informació sobre les pràctiques dietètiques dels humans del Paleolític, vegeu «Alimentació durant el Paleolític». |

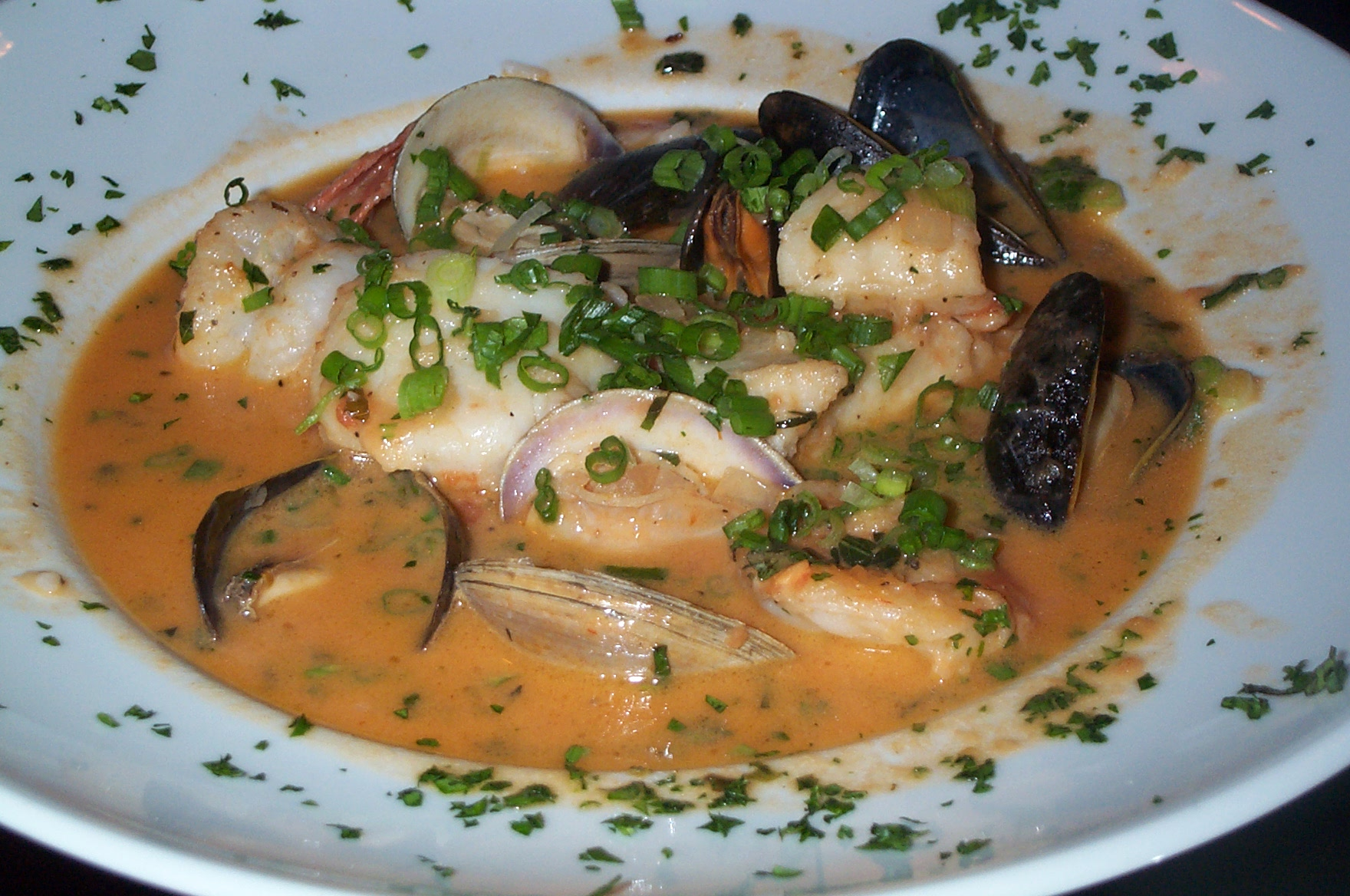
Plat d'estil paleolític: Estofat de peix

La dieta paleolítica és un règim dietètic modern. És un pla nutricional basat en l'antiga dieta centrada en plantes silvestres i animals que consumien habitualment les espècies d'Homo durant el període paleolític—un període d'uns 2.5 milions d'anys de durada acabat al voltant de fa uns 10.000 anys amb el desenvolupament de l'agricultura. És igualment un terme per a referir-se a la dieta ancestral de l'home que vivia durant el Paleolític. Centrada al voltant dels aliments disponibles actualment, la "contemporània" dieta paleolítica consisteix bàsicament en: carn magra, peix, verdura, fruita, arrels i en sentit ampli fruits secs; i exclou: cereals, llegums, productes làctics, sal, sucre refinat, i olis processats.
Va ser començat a popularitzar a mitjans de la dècada de 1970 pel gastroenteròleg anomenat Walter L. Voegtlin, aquest concepte nutricional va ser exposat i adaptat per un gran nombre d'autors i investigadors en diversos llibres i revistes científiques. Un tema comú en medicina evolucionària, la nutrició paleolítica està basada en la premissa que els humans moderns estan genèticament adaptats a la dieta dels seus avantpassats paleolítics i que la genètica ha tingut pocs canvis des de l'aparició de l'agricultura i, per tant, la dieta ideal per a la salut humana serà una que s'assembli a la dieta ancestral.
Aquest tipus de dieta és un tema controvertit entre nutricionistes i antropòlegs. Els que en són partidaris argumenten que les poblacions modernes humanes subsistint a base de la dieta paleolítica de caçador-recol·lectors estan àmpliament lliures de malalties de l'opulència, i que aitals dietes produeixen beneficis en la salut segons els estudis mèdics. Els partidaris fan esment a algunes potencialitats terapèutiques i nutricionals característiques de les dietes d'abans de l'agricultura. Els crítics d'aquesta idea nutricional s'han centrat a considerar que s'ha deixat de banda la lògica evolutiva, i han disentit de certes recomanacions i restriccions sobre la base que aquestes no produeixen beneficis a la salut o en suposen un risc i a més que podria no reflectir les característiques de l'antiga dieta del Paleolític. També s'ha argumentat que aquesta dieta paleolítica no és una alternativa realista per a tothom.